# Rahan Castle
Rahan Castle, auch McSwyne’s Castle oder Castle Murray, ist die Ruine einer Niederungsburg aus dem 15. Jahrhundert auf der Landzunge St John's Point beim Dorf Dunkineely im irischen County Donegal. Einst war sie eine Festung des Clan Sweeney.

## Geschichte
Die McSwynes kamen vermutlich im 13. Jahrhundert, nach anderen Quellen erst im 14. Jahrhundert aus dem schottischen Argyll nach Irland. Sie waren Fußsoldaten und Standartenträger der O’Donnells. In späteren Jahren kämpften die McSwynes (irisch McSuibhne) an der Seite der O’Neills, was den Schluss nahelegt, dass sie Söldner waren.
Mitte des 15. Jahrhunderts ließen die McSwynes ihre Burg bauen; das Land gehörte ihnen bis zur Plantation of Ulster. Mit der Eroberung durch die Schotten fielen Land und Burg an die Eroberer; König Jakob VI. von Schottland verlehnte sie an William Stuart und später an John Murray, der 1625 zum Earl of Annandale erhoben wurde. Als John Murray 1640 verstarb, erbte sein Sohn James Burg und Titel. James starb kinderlos und so fiel die Burg an seinen Vetter Robert Creighton, der den Namen „Murray“ annahm.
Nach der Rebellion von 1641 entbrannte in der Regierungszeit König Karls II. ein Streit um den Besitz von Burg und Ländereien zwischen den Creightons und Robert Murray aus Schottland, einem weiteren Vetter zweiten Grades. Nach jahrelangen Rechtsstreitigkeiten in England, Schottland und Irland verloren die Creightons das Anwesen. Die Burg war nicht mehr bewohnt und verfiel rasch. 1844 wurden Bausteine der Ruine zum Bau der Pfarrkirche in Killybegs, die Mariae Verkündigung geweiht ist, verwendet.
Aber auch die schottische Linie der Familie Murray konnte ihre Besitzrechte nicht endgültig nachweisen, und so konnten sie das Anwesen bis ins 19. Jahrhundert nicht verkaufen. Die Pächter fühlten sich eher den irischen Creightons zugeneigt als den schottischen Murrays und zahlten ihre Pacht schließlich an David Creighton. Die Murrays aber blieben offizielle Besitzer des Anwesens, bis im 20. Jahrhundert die Irish Land Commission es übernahm.